# Jacquie Lee
Jacqueline Ann Lee (nascida 25 de junho de 1997), mais conhecida como Jacquie Lee, é uma cantora norte-americana, que ficou conhecida após participar da quinta edição da versão norte-americana do programa The Voice. Ela tinha apenas 16 anos durante sua passagem pelo reality e terminou como vice-campeã, perdendo a final para a jamaicana Tessanne Chin.

## Vida Pessoal
Jacquie Lee nasceu na cidade de Colts Neck, no estado de Nova Jersey, filha de Rich e Denise Lee. Ela tem uma irmã mais velha chamada Nicole e um irmão mais novo chamado Richie. Frequentou a Ranney School, onde participava das equipes de hóquei e softbol.

## Antes doThe Voice
Na escola, Jacquie Lee era muito tímida e apareceu musicalmente pela primeira vez ao interpretar Mulan no musical Mulan Jr. Em 2013, ela participou do concurso Freehold Idol, em seu estado natal, e saiu como a grande vencedora. Anteriormente, ela já havia participado de uma audição para o reality show The X Factor, rival do The Voice, mas foi recusada por usar aparelho ortodôntico.

## The Voice
Lee fez sua primeira audição para o The Voice no Jacob K. Javits Convention Center, em Nova York. Aprovada, ela voou para Los Angeles e participou de outros testes. No dia 24 de setembro de 2013, a audição às cegas (em inglês, blind auditions) de Lee foi ao ar nos Estados Unidos. Ela cantou "Back to Black", de Amy Winehouse, e foi aprovada pelos técnicos Blake Shelton e Christina Aguilera, a quem escolheu. Durante o Top 5, Lee se apresentou com a música "Angel", de Sarah McLachlan, e alcançou pela primeira vez o Top 10 no ranking de vendas do iTunes, o que multiplicou por cinco sua quantidade de votos nessa etapa. Na grande final do dia 18 de dezembro, Jacquie Lee terminou na segunda colocação, atrás apenas de Tessanne Chin.

### Performances e resultados
– A versão em estúdio da apresentação de Jacquie alcançou o Top 10 de vendas no iTunes e seus votos foram multiplicados por 5
| Episódio         | Canção                                           | Artista original      | Ordem | Resultado                                                            |
| ---------------- | ------------------------------------------------ | --------------------- | ----- | -------------------------------------------------------------------- |
| Blind Audition   | "Back to Black"                                  | Amy Winehouse         | 2.1   | Blake e Christina viraram. Escolheu Christina Aguilera como técnica. |
| Battle Round     | "The House of the Rising Sun" (vs. Briana Cuoco) | The Animals           | 1.6   | Salva pela técnica                                                   |
| Knockout Round   | "Stompa" (vs. Anthony Paul)                      | Serena Ryder          | 2.3   | Salva pela técnica                                                   |
| Playoffs Ao Vivo | "I Put a Spell on You"                           | Screamin' Jay Hawkins | 2.10  | Salva pelo público                                                   |
| Top 12           | "Love Is Blindness"                              | Jack White            | 5     | Salva pelo público                                                   |
| Top 10           | "Clarity"                                        | Zedd                  | 2     | Salva pelo público                                                   |
| Top 8            | "Who's Lovin' You Now"                           | The Jackson 5         | 8     | Salva pelo público                                                   |
| Top 6            | "Cry Baby"                                       | Janis Joplin          | 6     | Salva pelo público                                                   |
| Top 6            | "The Voice Within"                               | Christina Aguilera    | 11    | Salva pelo público                                                   |
| Top 5            | "Angel"                                          | Sarah McLachlan       | 3     | Salva pelo público                                                   |
| Top 3            | "Back to Black"                                  | Amy Winehouse         | 3     | Segunda colocada                                                     |
| Top 3            | "We Remain" (com Christina Aguilera)             | Christina Aguilera    | 5     | Segunda colocada                                                     |
| Top 3            | "And I Am Telling You I'm Not Going"             | Jennifer Hudson       | 9     | Segunda colocada                                                     |

## Discografia

### Extended plays
| Ano                                                    | Detalhes                                                                                                   | Melhores posições | Melhores posições |
| Ano                                                    | Detalhes                                                                                                   | EUA               | EUA Heat          |
| ------------------------------------------------------ | --- | ----------------- | ----------------- |
| 2014                                                   | Broken Ones - Lançamento: 21 de outubro de 2014 - Gravadora: Atlantic Records - Formatos: Download digital | —                 | 12                |
| 2017                                                   | The Only One - Lançamento: 17 de novembro de 2017 - Gravadora: Steel Wool - Formatos: Download digital     | —                 | —                 |
| "—" denota que o álbum não apareceu na parada musical. | |                   |                   |

### Singles
| Ano                                                     | Canção                | Melhores posições | Melhores posições | Álbum            |
| Ano                                                     | Canção                | EUA               | Pop Digital       | Álbum            |
| ------------------------------------------------------- | --------------------- | ----------------- | ----------------- | ---------------- |
| 2014                                                    | "Broken Ones"         | —                 | 36                | Broken Ones      |
| 2015                                                    | "Tears Fall"          | —                 | —                 | Broken Ones      |
| 2016                                                    | "Somebody's Angel"    | —                 | —                 | Single sem álbum |
| 2017                                                    | "Am I the Only One"   | —                 | —                 | The Only One     |
| 2017                                                    | "California Dreaming" | —                 | —                 | The Only One     |
| 2017                                                    | "For You"             | —                 | —                 | The Only One     |
| 2017                                                    | "The Old Me"          | —                 | —                 | The Only One     |
| "—" denota que o single não apareceu na parada musical. |                       |                   |                   |                  |

### Como artista convidada
| Ano                                                     | Canção       | Artista   | Melhores posições | Melhores posições | Álbum                  |
| Ano                                                     | Canção       | Artista   | EUA               | Dance/Mix Airplay | Álbum                  |
| ------------------------------------------------------- | ------------ | --------- | ----------------- | ----------------- | ---------------------- |
| 2016                                                    | "Aftershock" | Cash Cash | —                 | 34                | Blood, Sweat & 3 Years |
| "—" denota que o single não apareceu na parada musical. |              |           |                   |                   |                        |

### Singlespromocionais
| Ano                                                     | Canção           | Melhores posições | Melhores posições | Álbum                        |
| Ano                                                     | Canção           | EUA               | Kid Digital       | Álbum                        |
| ------------------------------------------------------- | ---------------- | ----------------- | ----------------- | ---------------------------- |
| 2015                                                    | "It's Our World" | —                 | 3                 | Disneynature: Monkey Kingdom |
| "—" denota que o single não apareceu na parada musical. |                  |                   |                   |                              |

### Álbuns doThe Voice
| Ano                                                    | Detalhes | Melhores posições | Melhores posições |
| Ano                                                    | Detalhes | EUA               | EUA Heat          |
| ------------------------------------------------------ | --- | ----------------- | ----------------- |
| 2013                                                   | The Voice: The Complete Season 5 Collection (The Voice Performance) - Lançamento: 17 de dezembro de 2013 - Gravadora: Republic Records - Formatos: Download digital | —                 | 15                |
| "—" denota que o álbum não apareceu na parada musical. | |                   |                   |

### SinglesdoThe Voice
| Ano                                                     | Canção                               | Melhores posições | Melhores posições | Melhores posições | Melhores posições | Melhores posições | Melhores posições | Melhores posições | Melhores posições |
| Ano                                                     | Canção                               | EUA               | EUA Rock          | EUA Heat          | EUA Digital       | Pop Digital       | Rock Digital      | CAN               | CAN Digital       |
| ------------------------------------------------------- | ------------------------------------ | ----------------- | ----------------- | ----------------- | ----------------- | ----------------- | ----------------- | ----------------- | ----------------- |
| 2013                                                    | "I Put a Spell on You"               | 116               | —                 | 22                | 54                | 18                | —                 | —                 | —                 |
| 2013                                                    | "Love Is Blindness"                  | —                 | 27                | —                 | 65                | —                 | 11                | —                 | —                 |
| 2013                                                    | "Clarity"                            | —                 | —                 | —                 | —                 | 47                | —                 | —                 | —                 |
| 2013                                                    | "Cry Baby"                           | —                 | —                 | —                 | —                 | 26                | —                 | —                 | —                 |
| 2013                                                    | "Angel"                              | 87                | —                 | 11                | 29                | 16                | —                 | 75                | 47                |
| 2013                                                    | "Back to Black"                      | —                 | —                 | —                 | —                 | 41                | —                 | —                 | —                 |
| 2013                                                    | "We Remain" (com Christina Aguilera) | —                 | —                 | —                 | —                 | 28                | —                 | —                 | —                 |
| 2013                                                    | "And I Am Telling You I'm Not Going" | —                 | —                 | —                 | —                 | 19                | —                 | —                 | —                 |
| "—" denota que o single não apareceu na parada musical. |                                      |                   |                   |                   |                   |                   |                   |                   |                   |

## Videografia

### Vídeos musicais
| Ano  | Vídeo            | Diretor             |
| ---- | ---------------- | ------------------- |
| 2014 | "Broken Ones"    | Max Nichols         |
| 2015 | "Tears Fall"     | Blair Waters        |
| 2015 | "It's Our World" | Walt Disney Studios |